# Креспијатика
Креспијатика (итал. Crespiatica) је насеље у Италији у округу Лоди, региону Ломбардија.
Према процени из 2011. у насељу је живело 2008 становника. Насеље се налази на надморској висини од 72 м.

## Становништво
| 1936. | 1951. | 1961. | 1971. | 1981. | 1991. | 2001. | 2011. |
| ----- | ----- | ----- | ----- | ----- | ----- | ----- | ----- |
| 1.399 | 1.461 | 1.307 | 1.290 | 1.296 | 1.447 | 1.564 | 2.137 |